# Buluggin ibn Ziri

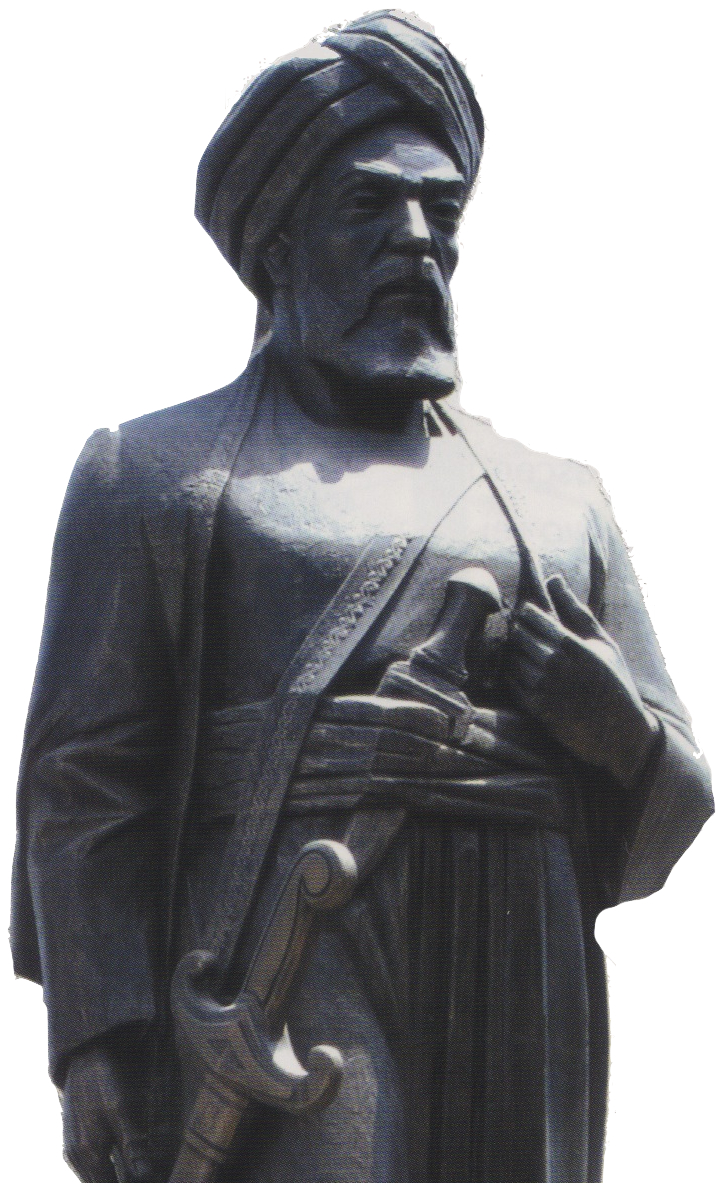
Estatua de Buluggin ibn Ziri

Buluggin ibn Ziri ibn Manad (muerto en el 25-5-984) fue el fundador de la dinastía bereber de los ziríes, perteneciente a la tribu Banu Talkata de la confederación Sanhaya, la cual se estableció en el Magreb central en el siglo X como clientes de los califas fatimíes, trasladados a Egipto en el 972.
Su padre había muerto en julio del 971 por comer un arroz con leche en mal estado elaborado por los omeyas de las tribus rivales, algunos de ellos antiguos partidarios de los fatimíes que habían aceptado la legitimidad omeya ante la preferencia de los fatimíes por la familia de Ibn Ziri. Como venganza, lanzó una incursión contra ellos en octubre del mismo año. La época, de labranza y siembra y de regreso de los zanata a sus localidades, facilitó el avance de Ibn Ziri, que contaba con gran decisión y numerosos medios. Esta campaña permitió el inmediato alzamiento de Al-Hasan ben Kannun contra los omeyas cordobeses en el 972, debilitados por el zirí. En el año 972, sucedió a su padre Ziri Manad como gobernador de la provincia de Ifriqiya (prácticamente correspondiente con el actual Túnez), la cual era tributaria del califa fatimí al-Muizz, quien le confió el gobierno del Magreb occidental.
Después de la captura por Jazrun ibn Fulful de Siyilmasa —cliente magrava de los omeyas cordobeses—, decidió emprender una campaña en el Magreb occidental para restaurar en la zona la obediencia al califa fatimí.  La fecha exacta de la campaña se desconoce, pero tuvo lugar entre el 978 y el 980. Al frente de seis mil jinetes, desbarató las fuerzas zanatas favorables a los omeyas, cuyos jefes corrieron a refugiarse en Ceuta —plaza bajo control cordobés—. En su avance, tomó Siyilmasa, Fez y al-Basra. Llegado a las afueras de la ciudad, Almanzor reforzó las defensas y envió a la flota omeya, lo que convenció a Ibn Ziri de la conveniencia de retirarse. A pesar de levantar el asedio, continuó hostigando a las tribus bereberes zanatas hasta su muerte.
De acuerdo a la tradición fundó y/o embelleció Miliana, Médéa (Lemdiya) y Argel, esta última edificada en 960 sobre las ruinas de la antigua ciudad romana de Icosium.
A su muerte, acaecida el 25 de mayo del 984 cuando se dirigía a Siyilmasa a expulsar a Jazrun ibn Fulful, fue sucedido por su hijo Al-Mansur ibn Buluggin, que trató en vano de recuperar Fez y Siyilmasa. Su influencia en el Magreb occidental, sin embargo, fue pasajera y, tras morir, los omeyas cordobeses recuperaron sus posiciones en la región.